# Aleksandr Michajlovskij-Danilevskij

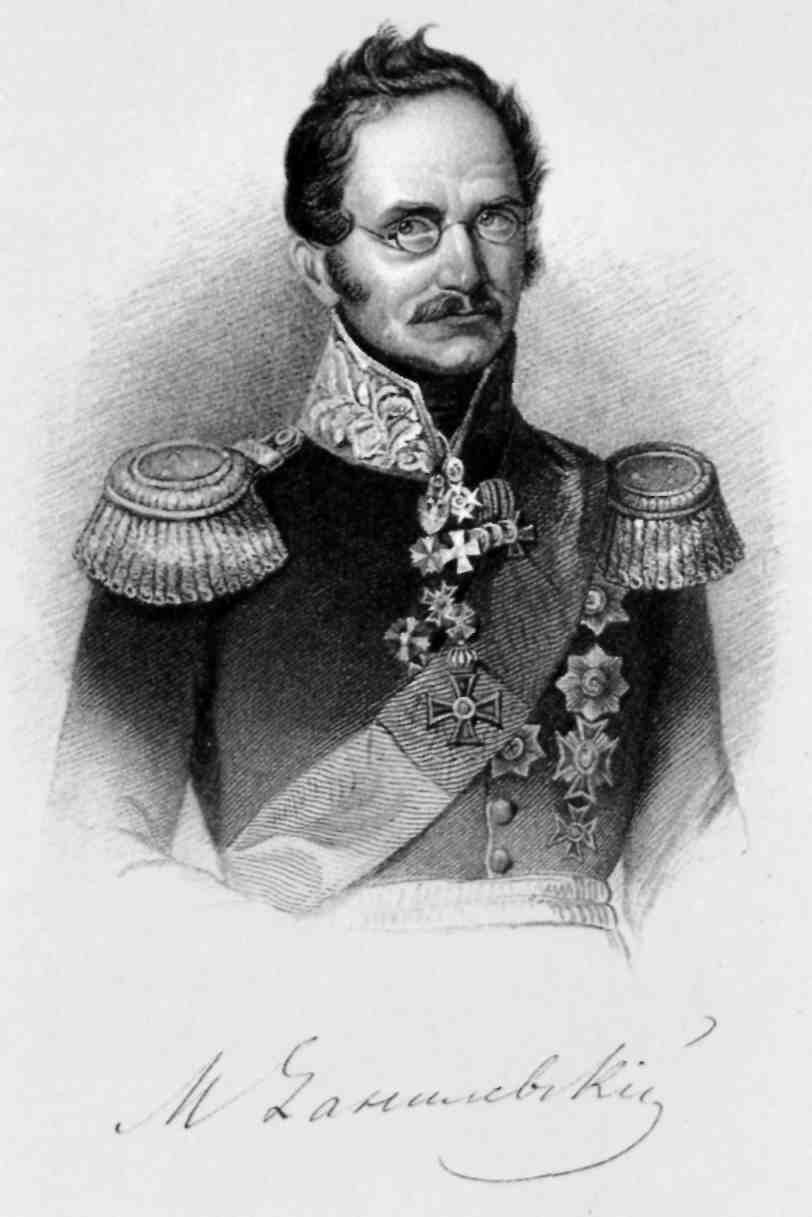
Aleksandr Michajlovskij-Danilevskij

Aleksandr Ivanovitj Michajlovskij-Danilevskij (ryska: Александр Иванович Михайловский-Данилевский), född 8 september (gamla stilen: 26 augusti) 1789, död 21 september (gamla stilen: 9 september) 1848 i Sankt Petersburg, var en rysk krigshistoriker.
Michajlovskij-Danilevskij deltog som adjutant hos Michail Kutuzov i fälttågen 1812–15, blev sedan adjutant hos tsaren, utnämndes under Donaufälttåget 1829 till generalmajor och 1835 till generallöjtnant samt blev därefter senator och medlem av statsrådet. 
Enligt uppdrag skrev Michajlovskij-Danilevskij historien om alla de krig, i vilka ryska trupper deltog mellan 1805 och 1814, liksom biografiska arbeten över Alexander I och hans samtida. En samlad upplaga av hans arbeten utkom 1843–50. Många av hans skrifter är översatta till tyska. Av största intresse för svenskar är hans Beskrifning öfver kriget till lands och sjös 1808–09 (svensk översättning 1850). Hans uppgifter är dock inte alltid fullt riktiga.
Michajlovskij-Danilevskij recepierade i november 1813 till frimurare i första graden i den ryska fältlogen Zum heiligen Georg i Frankfurt.